# Victor Grillet
Pour les articles homonymes, voir Grillet.
Victor Grillet est un homme politique français né le 13 février 1782 à Besançon (Doubs) et mort en 1849.

## Biographie
Avocat à Besançon, il est député du Doubs de 1830 à 1831, siégeant dans la majorité soutenant la Monarchie de Juillet.

## Sources
- « Victor Grillet », dans Adolphe Robert et Gaston Cougny, Dictionnaire des parlementaires français, Edgar Bourloton, 1889-1891 [détail de l’édition]